# Giovanni De Lorenzo

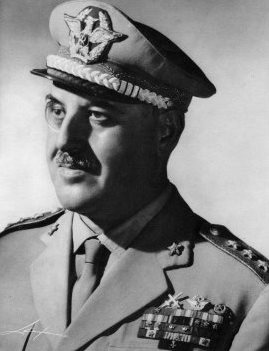
Giovanni De Lorenzo als Stabschef des italienischen Heeres (ca. 1965)

Giovanni De Lorenzo (* 29. November 1907 in Vizzini; † 26. April 1973 ebenda) war ein Offizier des italienischen Heeres. Als General stand er von 1955 bis 1962 an der Spitze des Geheimdienstes Servizio Informazioni Forze Armate (SIFAR), später leitete er als General die Carabinieri-Truppe und wurde schließlich Stabschef des italienischen Heeres. Die letzten Jahre seines Lebens war er Parlamentsabgeordneter für die extreme Rechte.

## Leben und Karriere
De Lorenzo stammte aus Sizilien und war der Sohn eines Artillerieoffiziers. Er studierte in Genua Schiffbau, schlug die gleiche Laufbahn wie sein Vater ein und diente im Zweiten Weltkrieg als Oberstleutnant im Italienischen Expeditionskorps in Russland. Nach dem Sturz Mussolinis im September 1943 schloss er sich den Partisanen an und wurde für den nun auf Seiten des Comitato di Liberazione Nazionale und damit der Alliierten eingesetzten Servizio Informazioni Militare (SIM) tätig.

### Kommandant des SIFAR
De Lorenzo wurde 1955 auch dank der Empfehlung der damaligen US-Botschafterin in Italien, Clare Boothe Luce, Chef des SIFAR. Unter De Lorenzo beteiligte sich der SIFAR am US-Projekt „Demagnetize“, das „mit allen Mitteln“ eine kommunistische Machtübernahme in Italien und Frankreich verhindern sollte. Der SIFAR legte auf Anordnung De Lorenzos ab 1959 Dossiers (fascicoli) über insgesamt 157.000 Menschen an, darunter zum größten Teil unbescholtene Bürger und Politiker. Er sammelte selbst Details über das Privatleben von moderaten Politikern wie des Vorsitzenden der Sozialdemokraten und späteren Staatspräsidenten Giuseppe Saragat. Diese Dossiers wurden u. a. als Druck- und Erpressungsmittel eingesetzt.

### Generalkommandeur der Carabinieri –Piano Solo
Auch nach seiner Ablösung als SIFAR-Chef und seiner Ernennung zum Generalkommandeur der Carabinieri im Jahr 1962 behielt De Lorenzo nennenswerten Einfluss auf den Militärgeheimdienst, weil alle wichtigen Positionen dort ebenfalls mit Carabinieri besetzt waren, also weiterhin ihm unterstanden. Unter seiner Führung wurde die paramilitärische Polizei des Verteidigungsministeriums modernisiert und aufgerüstet. Sie bekam unter anderem amerikanische Kampfpanzer des Typs M47 und gepanzerte Mannschaftstransporter M113. In den Worten des einstigen Widerstandskämpfers und kurzzeitigen Ministerpräsidenten Ferruccio Parri (PSI) schuf sich De Lorenzo „seine eigene kleine Privatarmee, die dem Rest der Streitkräfte in Disziplin und Effizienz überlegen war.“ Auf den Bombenterror des Befreiungsausschusses Südtirol wollte De Lorenzo mit brutalen Gegenmaßnahmen reagieren. Den Aufzeichnungen des Carabinieri-Generals Giorgio Manes zufolge, stimmte er mit Oberst Francesco Marasco überein, dass für jeden getöteten Italiener fünf Südtiroler erschossen werden sollten.
Während der langwierigen Koalitionsverhandlungen zwischen der Democrazia Cristiana (DC) unter Aldo Moro und dem Partito Socialista Italiano (PSI) im Juli 1964 rief der Staatspräsident Antonio Segni, der dem rechten DC-Flügel angehörte und eine Mitte-links-Regierung ablehnte, De Lorenzo zu sich, der anschließend einen Putschplan (Piano Solo) ausarbeitete. Diesem zufolge sollten die Carabinieri allein (italienisch solo, also ohne den Rest der Streitkräfte oder die normale Polizei) im Falle von Aufständen Regierungsgebäude, Zentren des öffentlichen Lebens, Telefon- und Telegrafenzentralen, Redaktionen und Rundfunkstationen sowie Parteibüros besetzen. Personen, die angeblich eine Gefahr für die öffentliche Sicherheit darstellten, sollten sie verhaften. Die konkreten Namenslisten, wer damit gemeint war, wurden nie publik, aber es ist anzunehmen, dass es sich um Kommunisten, Sozialisten und Gewerkschafter handelte. Ob dies wirklich nur defensiv – also als Reaktion auf ausbrechende Aufstände – oder auch schon präventiv, zur Verhinderung des Erstarkens linker Kräfte, umgesetzt werden sollte und ob Segni und De Lorenzo den Putschplan überhaupt ernst meinten oder nur mit Gerüchten, dass ein solcher Plan existierte, Einfluss auf die Regierungsbildung nehmen wollten, konnte nie geklärt werden. Jedenfalls trat die PSI dann zügig in die Regierung ein und verzichtete auf einige ihrer Forderungen.
Ende 1965 wurde De Lorenzo zum Chef des Generalstabs des Italienischen Heeres befördert. Nachdem die Existenz der geheimen SIFAR-Dossiers publik geworden war, wurde er im April 1967 in den Ruhestand versetzt.

### De-Lorenzo-Affäre

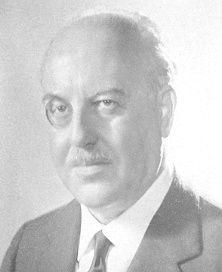
De Lorenzo als Abgeordneter (ca. 1968)

De Lorenzos Putschpläne wurden im Mai 1967 – kurz nachdem in Griechenland das Obristenregime auf ganz ähnliche Weise die Macht übernommen hatte („Prometheus-Plan“) – von der linken Zeitschrift L’Espresso publiziert, was die sogenannte „De-Lorenzo-Affäre“ auslöste. Im März 1969 wurde eine parlamentarische Untersuchungskommission eingesetzt, um die Vorgänge aufzuklären. Die Mehrheit ihrer Mitglieder kam zu dem Schluss, dass De Lorenzos Plan rein defensiv intendiert und eine erfolgreiche Umsetzung nicht wahrscheinlich gewesen wäre. Selbst der Vorsitzende der Sozialisten, Pietro Nenni, zweifelte an der Ernsthaftigkeit des Putschplans. Dennoch führte die „De-Lorenzo-Affäre“ zu einem Vertrauensverlust der Bevölkerung in Politiker und Sicherheitsorgane.

### Abgeordneter
1968 wurde De Lorenzo für die monarchistische Partito Democratico Italiano di Unità Monarchica (PDIUM) ins Parlament gewählt. Diese schloss sich 1972 mit dem neofaschistischen Movimento Sociale Italiano (MSI) zusammen. Im gleichen Jahr wurde Lorenzo für eine weitere Legislaturperiode gewählt, starb jedoch bereits ein Jahr später.